# Chapelle Saint-Roch de Fontaine-Notre-Dame
Pour les articles homonymes, voir Chapelle Saint-Roch.
La chapelle Saint-Roch de Fontaine-Notre-Dame est une chapelle catholique située à Fontaine-Notre-Dame, dans le Nord, en France.

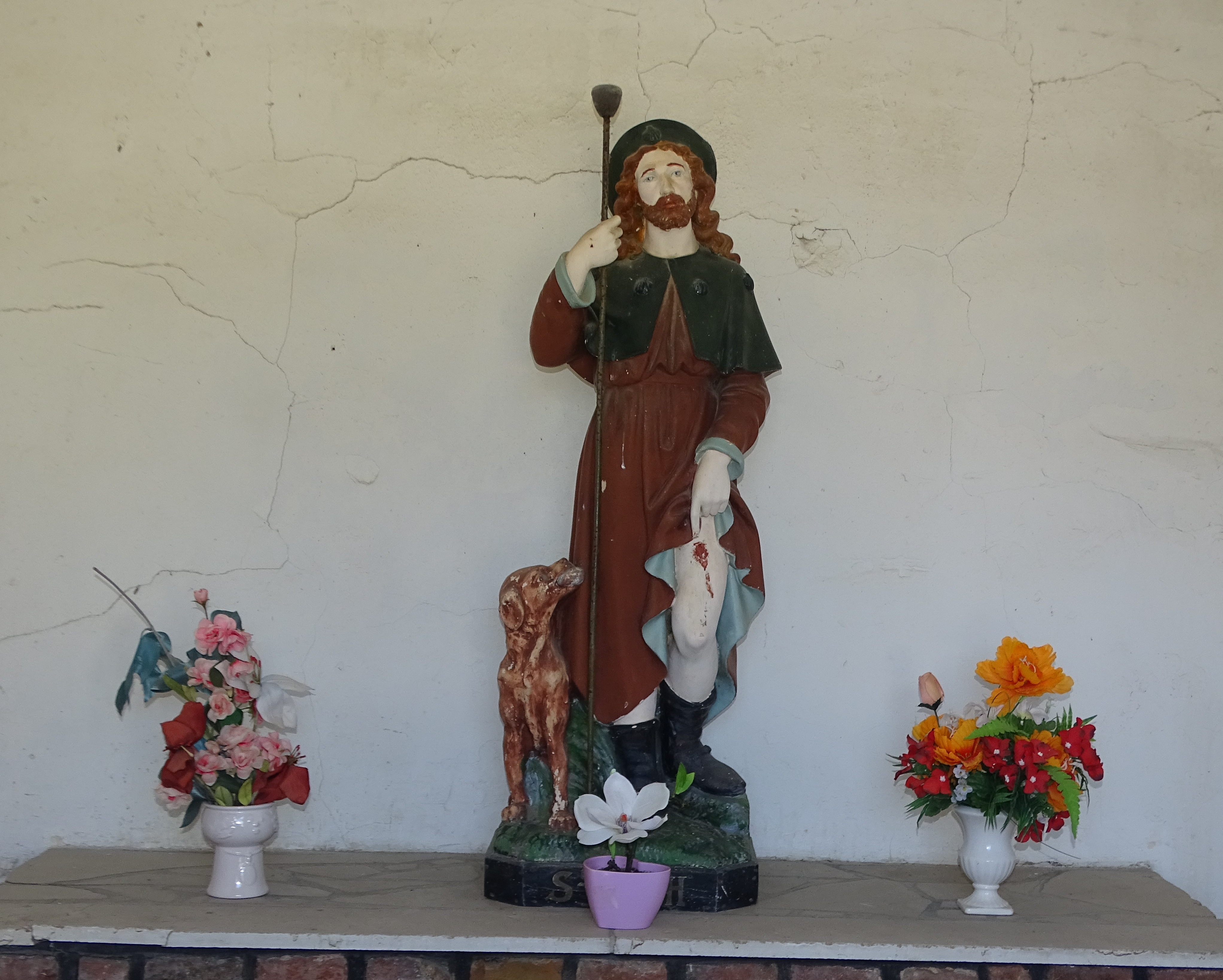
Saint Roch.